# 生島ヒロシのおはよう一直線
『生島ヒロシのおはよう一直線』（いくしまヒロシのおはよういっちょくせん）は、TBSラジオをキー局に1998年4月6日から2025年1月27日まで日本時間の平日 5時30分 - 6時30分（JST）に放送していたラジオ番組。
2025年1月27日の放送直後にメインパーソナリティ・生島ヒロシが不祥事により緊急降板したため『おはよう一直線』へ改称して1月28日からフリーアナウンサーなどがパーソナリティを務め3月31日まで放送していた。
2012年10月6日から2019年3月30日までの土曜日に録音放送していた『生島ヒロシのサタデー・一直線』についても本項目で説明する。

## 概要
『聴くスポーツ新聞』というキャッチコピーを掲げながら、1998年4月6日に放送を開始した。事前に収録した箱番組を内包しながら、ニュース、天気予報、スポーツや健康に関する情報などを伝えた。生島の担当時期は生島が創設した生島企画室（現在のFIRST AGENT）に所属するタレントや、マネジメント業務で提携しているタレント・文化人が数多く登場していることが特徴だった。
MBSラジオ・朝日放送ラジオを除く全国JRN加盟32局のほか、NRN単独加盟局のラジオ大阪、アメリカ合衆国でもハワイ州のKZOO（現地時間で日曜日から木曜日の11時30分 - 12時30分に現地CM挿入後1時間遅れで放送）で放送した。TBSラジオでは、ローカル番組として5時00 - 5時30に『おはよう定食』を放送しており、TBSラジオのタイムテーブルでは『おはよう定食・一直線』で 5時 - 6時30分を1つの番組としていた。首都圏のラテ欄では生島が出演した頃は単に『生島ヒロシ』などと書かれていたが、生島降板後は「おはよう定食」の枠内に「一直線」と記載していた。
2017年6月5日には放送回数が5000回を迎え、同年10月に前番組『榎さんのおはようさん〜!』の放送期間（19年半）を超えた。2021年4月5日には放送6000回を迎えた。
番組開始当初は「三菱ふそうドライバー応援団」のサブタイトルが付されて『榎さんのおはようさん〜!』から引き続き三菱自動車が単独提供していたが、業績不振のために開始から半年後に撤退した。その後1999年4月より大成ロテック、10月よりDHCが6時台のみ単独提供していたがともに2009年10月に降板して以降の6時台は単独提供がなくなる。2010年4月から2012年9月までTKC全国会、2014年7月からいすゞ自動車（『いすゞ自動車プレゼンツ 檀れい 今日の1ページ』のコーナー限定）が壇のコーナー終了まで6時台のスポンサーに付いていた。
2012年10月6日から2019年3月30日までは土曜版として土曜 5時5分 - 6時に「サタデー・一直線」も放送していた。前述の通り、本項目では土曜版も取り上げる。
ラジオ大阪（OBC）では、2014年9月29日（第4300回放送分）からネットを開始。近畿広域圏を放送対象地域に定めているラジオ局としては、毎日放送（現在のMBSラジオ）が2001年3月で終了させたフルネットを13年半振りに再開させたことから、再開の初日にはラジオ大阪本社（大阪市）からの全編生放送を実施した。JRNに加盟していないラジオ大阪での常時ネットが可能になったのは、JNN加盟の民放テレビ局に対するJNN協定がJNN・JRNの双方に加盟するラジオとの兼営局またはJNN加盟局のグループ会社に当たるJRN加盟のラジオ単営局で放送されるニュース・報道系の全国ネット番組にも適用されるのに対して、当番組が編成上は協定対象外の「情報バラエティ番組」と扱われていることによる。ラジオ大阪ではKZOOとの番組ネットを経て、1966年に同局との間で業務提携を締結していた。
生島は言い間違いやくしゃみ、物を落としたりこぼしたりかなりの頻度で原稿を紛失したりするなどプロ意識に欠けリスナーを非常に不快にさせるNGが多く、「おはよう定食」とともに当番組の名物ともなっていた。『爆笑問題の日曜サンデー』などで放送している「TBSラジオ珍プレー好プレー大賞」では生島のミスがノミネートされることが恒例となっていた。
その一方で、6269回目の2022年4月15日（金曜日）には、「明治チョコレート効果 presents 生島ヒロシの健康ライフ」（株式会社明治の単独提供で事前に収録していたコーナーで当日は佐藤江梨子がゲスト出演）を放送中の6時16分4秒に音声が途絶した。スタジオで途絶に気付いた生島が6時16分14秒から急遽トークをはさんだところ、6時16分40秒から上記コーナーの音声が復旧した。途絶の原因は放送中に特定されなかったものの、生島によれば「当番組では初めてのハプニング」という。
生島は当番組の初回から2022年8月9日（火曜日）放送分まで、休暇以外の期間で25年にわたって出演を続けていた。もっとも、本人曰く「前日（8日）から発声に異変を感じていた」とのことで、9日の本番後に抗原検査とPCR検査を受診したところ、前週の金曜日（5日）から新型コロナウイルスに感染していることが判明したため、当番組と『おはよう定食』では10日（水曜日）から15日（月曜日）まで生島の出演を暫定的に見合わせていた。当番組は10日までに通算で6352回放送していて、生島は同日までの生放送でTBSラジオスタジオへの自動車での移動中の交通渋滞などにともなう「遅刻」を2回経験している が、病気や体調不良を理由に全編を休演したことはこの日が初めてである。本人は16日（火曜日）から、『おはよう定食』と合わせて生放送への出演を再開した。人間ドック受診の翌週に発声の異変を感じたことや、抗原検査では陰性反応が示されていたにもかかわらず、PCR検査での陽性反応を受けて休演に至ったことなどを明かした。
2023年7月1日（土曜日）にラジオ大阪が開局65周年を迎えたことを受けて、同月17日（月曜日・海の日）に開局65周年記念番組『World Bentencho Carnival ～大阪・関西から世界へ～』を5時30分 - 25時（翌18日の1時）に編成した。第1部（5時30分からの1時間）を、通常編成と同じく当番組のネットゾーンに充てた。当番組では、ラジオ大阪でのネット開始以来およそ8年9ケ月振りに、同局の本社スタジオからの全編生放送を実施した。6時30分からの関西ローカルとなる『World Bentencho Carnival「レジェンドと語る、あの時・あの番組」』第2部の出演者から生島がTBSのアナウンサー時代に『料理天国』などの番組で共演していた西川きよしが、隣接するスタジオから当番組のエンディングパートに出演した。生島曰く「（ラジオ大阪への入社・TBSラジオへの移籍・ラジオ大阪への復帰を経て、2023年6月にラジオ大阪の常務から代表取締役社長へ昇格したばかりの）吉野達也の提案による両局間のコラボレーションイベント」とのことで、ラジオ大阪では放送していない『おはよう定食』については、同局本社スタジオから関東ローカル向けの裏送りで対応した。生島は当番組の本番直後に、「レジェンドと語る、あの時・あの番組」にゲストで出演すると、西川きよし・西川かの子父娘と久々の再会を果たしている。

## 生島ヒロシの不祥事による降板、そして番組の終焉
2025年1月27日午後、TBSラジオは「生島氏にTBSグループ人権方針に背く重大なコンプライアンス違反があったことを確認したため、番組出演の継続が不可能と判断」とした上で、同日の放送をもって当番組ならびに『生島ヒロシのおはよう定食』から生島が降板したことを発表した。所属事務所・生島企画室（現在のFIRST AGENT）が発表した生島のコメントによると、「友人から送られた不適切な写真をラジオスタッフに送り、女性スタッフから大変不愉快との指摘を受けた」「生放送中、思わずスタッフに対して当たりがきつくになってしまった」の2点を原因としている。
緊急降板を受けて番組名が生島ヒロシの冠を外した『おはよう一直線』へ改称し、1月28日からフリーアナウンサーなどがパーソナリティを務め放送した。このうち、月曜～水曜はフリーアナウンサーの片桐千晶が最終回まで務めた。
「『おはよう定食』『おはよう一直線』を3月末に終了する予定」とサンケイスポーツが2025年2月22日に報道し、同年3月13日に同年4月1日から『Brand-New Morning』が放送開始することを発表し、本番組は同年3月31日をもって終了し、27年の放送に幕を降ろした。
最終回で片桐は生島降板後の代理パーソナリティを務めたことにより「TBSラジオ局長賞」を贈呈された。
ラジオ大阪は前述の後番組も引き続きネット受けする一方、1時間遅れでネットしていたKZOOは当番組終了を以て、ネット受けから撤退した。

## 出演者

### パーソナリティ
生島ヒロシが緊急降板した翌日の2025年1月28日以降は番組終了までフリーアナウンサー達がパーソナリティを担当。

#### 過去のパーソナリティ
- 生島ヒロシ（2025年1月27日まで担当。フリーアナウンサー、元TBSアナウンサー、元生島企画室会長兼CEO）[20]
  - 生島の休暇中は、フリーアナウンサーの田中雄介やTBSのアナウンサー（過去には向井政生、武方直己、鈴木順、蓮見孝之、長峰由紀、小島慶子、広重玲子、堀井美香、赤荻歩らが担当）が代わって務めた。番組タイトルのサウンドロゴは差し替えずにタイトルコールは通常どおり生島の音声で放送した。スポンサードされているコーナーは、生島の音声による提供クレジットや生島が出演する事前収録した内容を流したりしていた。
  - 生島以外の人物がパーソナリティ代理を務めた期間のうち、2012年1月および2015年7月6 - 10日以降の放送分は「○○（当日の担当者）のおはよう一直線!!」というジングルを随所で挿入。6時の時報明けに放送されるニュースコーナーも、「○○のニュース・ヘッドライン!!」に改題していた。
  - 2022年3月11日（金曜日）には、出身地の宮城県気仙沼市に甚大な被害をもたらした東日本大震災[注釈 2]の発災から11年に当たることを踏まえて、気仙沼市内からの生中継で出演した。東京・赤坂のTBSラジオスタジオでは、不測の事態に備えてTBSテレビアナウンサーの喜入友浩が進行役を務めた。
  - 東日本大震災の発災から13年の節目に当たる2024年3月11日（月曜日）には、生島が気仙沼市の休暇村気仙沼大島からの生中継で出演した。『おはよう定食』内の定時ニュース・交通情報および、当番組内の『TBSニュース』（関東ローカル向けの差し替え枠で5:55から2分間放送）と「ニュースヘッドライン」を、TBSテレビアナウンサーの駒田健吾がTBSラジオ本社のスタジオから担当した。駒田はTBSテレビ総合編成局アナウンスセンターの部長に就任したこと（2022年7月）を機に、同年10月からアナウンスセンターの管理業務に事実上専念していたが、この日の両番組からアナウンス業務を本格的に再開している。
  - 降板後、生島は生島企画室に所属のまま無期限の活動自粛していたが2025年2月21日に退所および資本関係を解消し、生島企画室はFIRST AGENTに社名を変更した[21]。

#### 生島ヒロシの代理パーソナリティ
◎：出演の時点で生島企画室（現在のFIRST AGENT）所属（または業務提携）のタレント

○：出演の時点でTBSテレビの現役アナウンサー
- 2012年1月2日 - 6日放送分
  - 2日：永田実、3日：逸見太郎[注釈 3]、4日・6日：田中雄介、5日：荘口彰久
- 2012年7月27日・30日 - 8月3日放送分
  - 7月27日：田中雄介、7月30日 - 8月3日：駒田健吾○
- 2012年12月31日 - 2013年1月4日放送分：田中雄介
- 2013年7月24日 - 26日・29日 - 31日放送分
  - 7月24日 - 26日・30日 - 31日：駒田健吾○、7月29日：小笠原亘○
- 2014年1月1日 - 2014年1月3日放送分：田中雄介
- 2014年7月28日 - 2014年8月1日放送分
  - 7月28日：阿部哲子、29日：出水麻衣○、30日：徳光実鈴、31日：山内あゆ○、8月1日：堀井美香○ ※阿部・徳光はフリーアナウンサーで、徳光は出演後に、活動上の名義を「田野辺実鈴」に変更。
- 2014年12月29日 - 2015年1月2日放送分：田中雄介
- 2015年7月6日 - 10日放送分
  - 7月6日：斎藤哲也○、7日：外山惠理○、8日：新井麻希（TBS出身のフリーアナウンサー）、9日：杉山真也○、10日：品田亮太○
- 2015年12月30日 - 2016年1月4日放送分
  - 2015年12月30日（水曜日） - 2016年1月1日（金曜日）：田中雄介、1月4日（月曜日）：阿部哲子
- 2016年8月1日 - 5日放送分
  - 8月1日：丸岡いずみ、2日：堀井美香○、3日：安東弘樹○、4日：赤荻歩○、5日：魚住りえ ※丸岡・魚住はフリーアナウンサーで、丸岡はラジオ番組のパーソナリティを初めて担当。
- 2017年1月2日 - 6日放送分
  - 1月2日：柴田幸子（元TOKYO FMアナウンサー[注釈 4]、フリーアナウンサーとして初めての出演番組）、3日：荘口彰久（フリーアナウンサー）、4日：根本美緒（東北放送出身のフリーアナウンサー・気象予報士）、5日：田中雄介、6日：馬場典子（フリーアナウンサー）
- 2017年7月31日 - 8月4日放送分
  - 7月31日：柴田幸子、8月1日：佐分千恵◎、2日 - 4日：馬場典子
- 2018年1月1日 - 5日放送分
  - 1月1日：斎藤哲也○、2日・4日：佐分千恵◎、3日：宇垣美里○、5日：土井敏之○
- 2018年8月6日 - 10日放送分
  - 8月6日：斎藤哲也○、8月7日：宇垣美里○、8月8日：上村彩子○、8月9日：佐分千恵◎、8月10日：小笠原亘○
- 2018年12月31日 - 2019年1月4日放送分
  - 12月31日：斎藤哲也○、1月1日：江藤愛○、1月2日：初田啓介○、1月3日：佐分千恵◎、1月4日：喜入友浩○
- 2019年7月29日 - 8月2日放送分
  - 7月29日・30日：斎藤哲也○、7月31日・8月1日：駒田健吾○、8月2日：小林麻耶◎（TBS出身のフリーアナウンサー）
- 2019年12月30日 - 2020年1月3日放送分
  - 2019年12月30日 - 2020年1月1日：斎藤哲也[注釈 5]○、2020年1月2日・3日：堀友理子◎（TBSラジオ制作番組への初登場で、ラジオ番組のパーソナリティを初めて単独で担当）
- 2020年8月7日・10日放送分[注釈 6]
  - 8月7日：小林由未子○、10日：喜入友浩○
- 2020年12月28日 - 2021年1月1日放送分
  - 12月28日：笹川友里○、12月29日：幸坂理加◎、12月30日：小林由未子○、12月31日 - 2021年1月1日：篠原梨菜○[22][23]
- 2021年9月13日放送分 - 2021年9月17日放送分
  - 9月13日・16日：南波雅俊○、9月14日：渡部峻○、9月15日：上村彩子○、9月17日：松永安奈◎
- 2022年1月3日 - 7日放送分
  - 1月3日：小出朗◎、1月4日：増井なぎさ◎、1月5日：赤荻歩○、1月6日：上村彩子[注釈 7]○、1月7日：喜入友浩○
- 2022年8月10日 - 15日放送分（新型コロナウイルスへの感染に伴う休演期間）
  - 8月10日：出水麻衣○、8月11日：渡部峻○、8月12日：高柳光希○、8月15日：小沢光葵○
- 2022年8月22日 - 26日放送分（例年と同様の夏季休暇期間）
  - 8月22日：渡部峻○、8月23日：熊崎風斗[注釈 8]○、8月24日：小笠原遥、8月25日：内藤裕子◎、8月26日：赤荻歩○
- 2023年1月2日 - 6日放送分
  - 1月2日・3日：小出アキラ（「小出朗」から改名）◎、1月4日：高柳光希○、1月5日・6日：小沢光葵○
- 2023年9月4日 - 8日放送分
  - 9月4日：小出アキラ◎、9月5日：古田敬郷○、9月6日：小笠原亘○、9月7日：高柳光希○、9月8日：小沢光葵○
- 2024年1月1日 - 5日放送分（1月1日のみ『おはよう定食』の放送を休止）
  - 1月1日：小出アキラ◎、2日・3日：武内陶子（TBSラジオの番組に初めて出演）、1月4日・5日：吉竹史
- 2024年7月1日 - 12日放送分
  - 7月1日：小出アキラ◎、2日：酒井一圭（純烈）、3日・4日：武内陶子、5日：北村まあさ◎、8日：駒田健吾○、9日：酒井一圭、10日・11日・12日：照英
- 2024年12月30日 - 2025年1月3日放送分
  - 12月30日：吉崎典子◎、31日：生島勇輝◎、1月1日：武内陶子、2日:酒井一圭（純烈）、3日：北村まあさ◎

### 生島の緊急降板後（2025年1月28日以降）のパーソナリティ
| 2025年                  | 月曜日   | 火曜日   | 水曜日   | 木曜日     | 金曜日     |
| ----------------------- | -------- | -------- | -------- | ---------- | ---------- |
| 1/28（火）- 1/31（金）  | -        | 片桐千晶 | 片桐千晶 | 魚住りえ   | 馬場典子   |
| 2/3（月） - 2/7（金）   | 片桐千晶 | 片桐千晶 | 片桐千晶 | 馬場典子   | 馬場典子   |
| 2/10（月） - 2/14（金） | 片桐千晶 | 片桐千晶 | 片桐千晶 | 馬場典子   | 馬場典子   |
| 2/17（月） - 2/21（金） | 片桐千晶 | 片桐千晶 | 片桐千晶 | 海保知里   | 海保知里   |
| 2/24（月） - 2/28（金） | 片桐千晶 | 片桐千晶 | 片桐千晶 | 海保知里   | 海保知里   |
| 3/3（月） - 3/7（金）   | 片桐千晶 | 片桐千晶 | 片桐千晶 | 西川あやの | 西川あやの |
| 3/10（月） - 3/14（金） | 片桐千晶 | 片桐千晶 | 片桐千晶 | 海保知里   | 海保知里   |
| 3/17（月） - 3/21（金） | 片桐千晶 | 片桐千晶 | 片桐千晶 | 馬場典子   | 馬場典子   |
| 3/24（月） - 3/28（金） | 片桐千晶 | 片桐千晶 | 片桐千晶 | 海保知里   | 海保知里   |
| 3/31（月）              | 片桐千晶 | -        | -        | -          | -          |

- 2025年1月28日・29日、2月3日以降の毎週月火水 ：片桐千晶（フリーアナウンサー）[24][注釈 9]
- 2025年1月30日：魚住りえ（フリーアナウンサー）[26]
- 2025年1月31日、2月6日・7日・13日・14日、3月20日・21日：馬場典子（フリーアナウンサー）[27]
- 2025年2月20日・21日・27日・28日、3月13日・14日・27日・28日：海保知里（フリーアナウンサー）
- 2025年3月6日・7日：西川あやの（フリーアナウンサー）

### 主なゲスト
主に「うるおい生活講座」「情報一直線」で電話出演をした。
- 石原新菜（医師、イシハラクリニック副院長）
- 風呂内亜矢（ファイナンシャルプランナー）
- 紀藤正樹（弁護士）
- 残間里江子（メディアプロデューサー、club willbe代表）
- 井戸美枝（ファイナンシャルプランナー）
- 二木啓孝（ジャーナリスト、日本BS放送取締役（報道担当）解説委員）
- 生島淳（スポーツライター・生島ヒロシの実弟：スポーツの話題を担当）
- 吉崎典子（フリーアナウンサー）
- 岩本さゆみ（経済評論家、金融コンサルタント）
- 山本益博（料理評論家）
- よしひろまさみち（日本映画ペンクラブ会員）

#### 生島出演時の主なゲスト
主に「うるおい生活講座」「ヒロシのちょっといい話」「6時のニュースピックアップ」「情報一直線」で電話出演やスタジオ出演をした。
- 田淵幸一（元野球選手、TBSラジオ野球解説者）
- 小野寺五典（自民党所属・宮城6区選出の国会議員、自民党政務調査会長、元防衛大臣）
- 天野篤（順天堂大学医学部心臓血管外科教授）
- 山田美保子（放送作家、芸能コラムニスト、コメンテーター）

- 南雲吉則（医師、医学博士、ナグモクリニック総院長）
- 橋浦多美（ファイナンシャルプランナー）
- やすみりえ（川柳作家）
- 月尾嘉男（東京大学名誉教授、工学博士。2020年4月3日 - ） 
  - 2020年3月26日までは、（ラジオ大阪を除く）当番組のネット局でも放送する「話題のアンテナ 日本全国8時です」（TBSラジオでは後枠番組の『森本毅郎・スタンバイ!』に内包）でコメンテーターを務めていた。
- 伊藤惇夫（政治ジャーナリスト）
- 鈴木あきら（服部栄養専門学校講師：かつては「いきいき食事学」を担当）
- 石原結實（医師、医学博士、イシハラクリニック院長）
- 石井正則（JCHO東京新宿メディカルセンター・耳鼻咽喉科診療部長）
  - かねてから定期的に電話で出演している縁で、生島が2022年8月に発声の異変を訴えた際に診察とPCR検査を担当した。その結果として、生島の新型コロナウイルス感染が判明した。このような事情から、生島が感染に伴う療養から復帰した同月16日（火曜日）放送分では、「生島ヒロシの新型コロナウイルス一直線」（復帰を受けて5時台の後半に設けられた特別企画）にも電話で出演した。
- クリス松村（タレント）
- 生島勇輝（俳優、レポーター、生島ヒロシの長男）
- 浅野史郎（元宮城県知事、元慶應義塾大学教授）
- 童門冬二（歴史作家：「いきいき人生学」担当、コーナー終了後も不定期で電話出演）
- 寺島実郎（〔財〕日本総合研究所理事長、多摩大学学長）
- 吉崎達彦（エコノミスト、株式会社双日総合研究所取締役副所長）
- ロバート・オハラ（千葉スクール・オブ・ビジネス・TOEIC講座担当講師：「英語一語一会」担当）
- 牧山弘恵（立憲民主党参議院議員・国際弁護士・元TBSディレクター：「英語一語一会」担当）
- 加藤元彦（歯学博士・歯科医）
- 秀島一生（航空評論家）
- 石山裕（芸能ジャーナリスト：「芸能一直線」担当）
- 海江田万里（経済評論家・出演当時は民主党代表・衆議院議員）
- 大武健一郎（当時TKC全国会会長、元国税庁長官）
- 風間八宏（元サッカー選手・「サッカー一直線」担当：不定期出演）
- 龍虎（タレント・元大相撲力士、2014年8月死去：大相撲本場所期間中のみ出演）
- おおたわ史絵（医師・タレント、「森永乳業 presents チョー（腸）いい話」）
- 荻原博子（経済ジャーナリスト）
- 青島健太（元野球選手、TBSラジオ野球解説者）
- 姜尚中（政治学者、東京大学名誉教授）
- 与良正男（毎日新聞論説委員）
- 藤原和博（東京学芸大学客員教授、元民間人校長）
- 福田正博（元サッカー選手、サッカー解説者）
- 田中康夫（作家、新党日本代表、元国会議員・元長野県知事）
- 菊間千乃（弁護士、フリーアナウンサー）
- 名越康文（精神科医）
- 有馬晴海（政治評論家）
- 杉本茂（税理士）
- 和田秀樹（精神科医）
- 龍崎孝（ジャーナリスト）
- 藤井聡（京都大学大学院工学研究科教授、工学博士）
- 古森義久（政治ジャーナリスト）
- 市川眞一（評論家）
- 小椋ケンイチ（ヘアメイクアーティスト）
- 福田ふく（食の旅人、元祖お取り寄せの達人）
- 米田すみ子（情報誌編集者、「京都情報」担当）
- ミサコ・ロックス（漫画家、過去に「イングリッシュ一直線」も担当していた）
- 田村あゆち（フリーアナウンサー「イングリッシュ一直線」担当もしていた）
- 森永卓郎（経済アナリスト）
  - 生島の降板当日（2025年1月27日）に電話出演したが、翌日（2025年1月28日）に死去した[28]。

### 気象予報士
2025年3月番組終了時点での担当者で、いずれもウェザーマップに所属した。
基本的には天気予報コーナーのみであるが、5時台を中心にパーソナリティとかけあうアシスタント役を兼ねることが多い。
担当日には、『森本毅郎・スタンバイ!』（TBSラジオにおける後続番組）内で7時台の後半に放送される関東地方向けの天気予報にも出演。2023年9月までは、「歌のない歌謡曲」（同番組に内包されていた企画ネット扱いのコーナー）内の天気予報を担当していた。
- 月曜日：坐間妙子
- 火曜日：長谷部愛
- 水曜日：長谷部愛
- 木曜日：石上沙織
- 金曜日：小林雅美

エンディングの天気予報は、生島がアナウンスする場合もあった。

#### 過去に担当した気象予報士
- 徳竹貴光
- 高森いずみ
- 松山志保
- 松田朋子
- 加藤祐子
- 元井美貴
- 海老原美代子
- 小野塚千恵
- 川端彩香
- 及川まこと
- 中川千紀
- 増田雅昭
- 大野治夫
- 江花純
- 井坂綾[注釈 10]
- 美濃岡洋子
- 山岸朋美
- 三ヶ尻知子
- 宮崎由衣子
- 染井明希子
- 桐谷景子
- 佐々木聡美
- 水谷花那子

### コーナー出演
「いすゞ自動車プレゼンツ 檀れい 今日の1ページ」の終了後に新たなコーナーのレギュラーメンバーはいなかった。
- 檀れい（女優、「いすゞ自動車プレゼンツ 檀れい 今日の1ページ」）※事前収録
- 田代沙織（生島企画室所属のタレント、「docomo モーニングコンシェル」）※2019年8月20日放送分で第一子の懐妊を発表したため、同年の最終回（事前収録による12月31日放送分）まで出演した後に、2020年1月から産前産後休業に入っていた。第一子の出産を経て、同年6月から復帰。休業の前から、docomoショップの店員が出演する毎月最終週の放送のみ、事前収録で登場した。
- 松永安奈（生島企画室所属のフリーアナウンサー、「docomo モーニングコンシェル」）※2020年1月6日放送分から同年5月まで出演。docomoショップの店員が出演する毎月最終週の放送のみ、事前収録で登場した。

## コーナー・タイムテーブル
時間はその日の番組進行により多少前後する（オープニングおよび一部コーナーを除く）。
- 5:30 オープニング・ニュース 押さえドコ・天気予報
  - オープニングでは日付と曜日と時間をアナウンス（生島の頃は放送回数のアナウンスもしていた。）
  - その日の注目すべきニュースや話題 について、主に朝刊・雑誌から記事を紹介した。以後、フリートークなど空いた時間に随時取り上げた。
- 5:40頃 Sakkoのおはようハッピー占い
  - 放送月から順に、誕生月単位で放送当日の運勢を、1つから3つまでの星の数で紹介した。誕生月ごとの「ラッキーカラー」も伝えた。公式サイトでも、当日の放送で紹介した内容を、放送終了後から掲載した。
  - 占いの前後で生CMが入ることもあった。
  - 代理パーソナリティは占いの後に曲をかけることもあった。
- 5:45頃 情報アラカルト
  - 「うるおい生活講座」
    - 生活に役立つ話題やスポーツ情報などを、専門家のインタビューを交えながら紹介した。スポンサー付きコーナーの無い曜日に放送（番組末期は全曜日放送）した。
- 5:55 【ローカル枠】
  - 内容はローカル枠1の放送状況を参照。
- 5:58 番組からのお知らせ・フリートーク
- 6:00 ニュースヘッドライン
  - パーソナリティもしくはニュースデスクがニュースを読んだ。
- 6:04頃　フリートークや曲をかけた。
- 6:10頃 アラカルト一直線
  - 冠協賛スポンサー付きコーナーもあり。[注釈 11]。
    - 月曜「カチタス presents おうちつなGO!」（2020年10月5日 - ） - ゲストへのインタビュー。毎月最終月曜はカチタスの社員をゲストに呼んでお家のお悩み相談。
    - 火曜・水曜・木曜・金曜

「情報一直線」 - 1つのテーマを専門家に電話で解説してもらった（スポンサーがない時はこのコーナーを放送してきた）。
- 6:22頃 フリートークなど
  - 他にお知らせやリスナーからの番組感想のメール紹介など、スタッフやパーソナリティの選曲による曲をかけることも多かった。
- 6:27頃 エンディング
  - 天気予報（基本として気象予報士が担当）
    - エンディングに気象予報士はパーソナリティと同じスタジオにいることが多かったが、時間の都合や当日のゲストとの兼ね合いで気象予報士がスタジオに入らずにパーソナリティが天気予報を伝えることがあった。さらに、放送終了までの時間に余裕がない日には割愛した。

  - フリートーク
  - リスナーからの番組感想のメール紹介
- 6:29 番組終了

### 過去に放送していたコーナーや出来事
- 生島ヒロシのいきいき生活
  - 2008年3月28日までユニ・チャーム ライフリー提供で5時台後半に放送した。「ライフリー」が介護用品シリーズであることから、高齢者の介護・福祉をシリーズで取り上げた。
- 曲名当てクイズ
  - スペシャルウィーク限定の企画。5時半台→金曜のみ6時台経てTBSローカルの前番組『生島ヒロシのおはよう定食』に移動した。数回は生島が本番中に正解を言ってしまい、TBSラジオ珍プレー好プレー大賞にノミネートされることもあった。
- 生島ヒロシのマネーカレッジ
  - 2006年3月31日放送分をもって終了。
  - かつては、TBSと一部のネット局では土曜朝の『中村尚登 ニュースプラザ』の中で、毎日放送では日曜の朝に独立した番組として放送していた。
- 生島ヒストリー
  - 毎回1 - 2分程度の余った時間を使用し、生島がベン・E・キングの「スタンド・バイ・ミー」をBGMに自身の半生を振り返り、思い出などを断片的に語っていたコーナーで長期間続いていた。
- TBSラジオ おはようヒロシ体操（余剰時間に応じて、不定期に実施[注釈 12]）
- ヒロシのちょっとお耳を
  - 5時台後半に放送。内容は「うるおい生活講座」と同内容。芸能人や著名人のインタビューもあった（生島との事前収録）。
- 今朝のニュース・ピックアップ
  - 6時のニュースヘッドラインの後に生島が出演時には日替わりのコメンテーターが電話出演し、ニュースについて解説した。スタジオゲストがいる時はそのゲストが解説した。生島の休暇の時の代理パーソナリティはフリートークなどに変更していた。
- 月曜日
  - 英語一語一会 - ウェイバックマシン（2002年2月12日アーカイブ分）
    - 毎週英語のフレーズを取り上げるコーナー。火曜日から金曜日にかけてもエンディングでフレーズの録音が流された。生島はこれらのフレーズをディレクター・宮嵜（みやざき）守史（通称“若旦那”）、担当気象予報士やゲスト（田淵幸一の場合が多かった）にも読ませていた。宮嵜のたどたどしい英語はたびたびネタにされた。

  - 「出張買取のBUYSELL presents 想い出モノローグ」[注釈 13]
  - 「DHC  presents ヒロシのおはよう健康相談」
  - 「スポーツ情報」
- 火曜日
  - 生島によるDHCの生CM
  - 「うるおい生活講座〜いきいき老活塾」（SBIいきいき少短提供、2014年4月3日 - ） - 幸せな老後を送るための準備活動（老活）について学ぶコーナーで、当初は木曜日に放送した。
  - 「ヒロシとマムシのNo More高齢者詐欺」(詐欺・悪質商法などに詳しい専門家を迎えた。毒蝮三太夫も出演)
  - 「しんくみバンク presents ヒロシのハッピーモーニング」
    - ゲストコーナー（対談部分は事前収録）としていた。ゲストは月替り（3 - 4週）。最終週はお便り紹介などに充てた。

  - 「ソーシャルテック presents 生島ヒロシの輝く明日へ｣（2022年10月 - 2023年9月）インタビューコーナー。
- 水曜日
  - 花王吸水セーフティ 生島ヒロシのきらっとレディの時間
    - 2011年11月2日 - 12月28日、5:45頃に放送

  - 「生島ヒロシ　ライザップ一直線」（健康コーポレーション提供、2015年7月1日 - 12月23日）
    - 健康コーポレーションが運営するパーソナル・トレーニングジム「ライザップ」と連動した生島の体験コーナー。コーナー開始時点で64歳の生島が、「ライザップ」のトレーナーからの指導を受けながらダイエットに取り組む様子を、1週間単位で5:45頃から10間紹介していた。放送週によっては、生島のトレーナーをスタジオに招いたり、「ライザップ」でダイエットに成功した人物（赤井英和など）へのインタビューを放送したりすることもあった。
    - 当番組では、コーナーの開始を機に、生島が出演する「ライザップ」のラジオCMを放送した。「ライザップ」の公式サイトでも、当コーナーと同名のページ を開設した。さらに、生島が2ケ月間に体重を9.1kg減らしたことから、2015年10月以降は「ライザップ」のテレビCMにも登場した。当番組では、当コーナーが終了した後も、スポットCMの放送を続けていた。

  - 「父と母へ、寄り添いメモリーズ」（ベネッセ提供、2016年1月6日 - 3月23日）
    - 両親との思い出の曲や、両親に贈りたい曲などをリスナーから募集したうえで、その一部を紹介した。

  - 「ドクターシーラボ presents ビューティーラボ」
  - 「イングリッシュ一直線」
- 金曜日
  - 週末のラッキーカラー
  - 「ダノンデンシア presents 週末お出かけナビ」
- アラカルト一直線[注釈 14]
  - 月曜日
    - マクドナルド おはようMusic Cafe（ - 2014年3月24日） - 音楽コーナー。生島が毎回スタンダードポップスを選曲し、それにまつわるエピソードを語りつつ、マクドナルドからの最新情報を伝えた
    - ポリグリップ 美味しいものCom（噛む）ing!（2014年3月31日 - 9月22日） - 「気持ちよく噛んで、美味しく食べよう!!」をテーマに、各地の美味しい物を紹介した。
    - 北海道アンソロポロジー ミラクルクイーン 朝からキレイに健やかに（2014年9月29日から放送）
    - ゼンショー 今から使える栄養学（2015年7月6日 - 2016年7月25日）栄養学・食品学の専門家と電話をつないだうえで、毎日の食事に応用できる知識やレシピを紹介。2016年3月まで更新されていた旧公式サイトの「放送後記」では、放送で紹介したレシピを、放送終了後から掲載していた。
    - 「森永乳業 presents チョー（腸）いい話」（2016年8月1日 - ） - 期間限定・不定期で放送される企画で、「身体の中（腸）からの美容法」をテーマに、医師と電話をつなぐ。2016年8月からの放送分では、おおたわが電話で出演。事前収録のため、生島が休暇などで不在の場合にも、収録した内容を放送していた。
    - 「サントリーウエルネス おはよう健康塾」（2012年10月5日 - 2018年9月24日）
    - 「生島ヒロシの○○一直線」
    - 「国境なき医師団 presents はじめよう一歩から」（2019年5月20日 - ）
    - 「明治安田生命 presents 生島ヒロシのスマイルレター」（2020年3月2日 - ）
    - 「スポーツ一直線」

  - 火曜日
    - 「docomo モーニングコンシェル」（2012年10月2日 - 2022年3月22日）
      - 携帯電話・スマートフォンに関する最新情報や、docomoの音楽配信サービス「dヒッツ」からの推薦曲を紹介した。
      - 当コーナーに出演する田代は桂歌春（落語家）の娘で、紹介した情報にまつわるオリジナルのなぞかけを最後に披露するため、所属事務所（生島企画室）の創設者でもある生島から放送上「落語アイドル」→「なぞかけクイーン」と呼ばれていた。なお、田代の産前産後休業中（2020年1月6日 - 5月）には、生島企画室所属の松永が代演した。
      - 毎月最終週には、docomoショップの店員を迎える関係で、事前に収録した内容を放送した。当該週には放送へ登場した店員、生島・田代とも休演する場合には、「dヒッツ」の配信対象曲からパーソナリティ代理が選んだ1曲を流した。

    - 芸能コーナー
    - 「ハルメク presents 生島ヒロシのハルメク・トキメク毎日｣（2023年10月 - 12月）「ハルメク!トキメク!!日々」を送るための様々な情報を専門家に解説してもらった。
    - 「厚生労働省 presents 考えよう、上手な医療のかかり方!」（2024年2月）
    - 「一般社団法人 終活協議会 presents 生島ヒロシのいきいき終活｣（2024年3月 - 4月）

  - 水曜日
    - DHC健康一直線
    - Family Mart おとなコンビニ研究所（2010年10月6日 - 2014年3月26日 - コンビニエンスストアの賢い利用法やコンビニが社会・地域にどのようにして影響するかをファミリーマートを通して考えていくシリーズ。
    - まむちゃんの高齢者詐欺にあわないために!（政府広報提供、2014年9月17日・24日、うるおい生活講座内）
    - 毎日元気　ひとりで悩まないで（2014年10月1日 - ）
    - 「Family Mart グッドモーニングソングス」（2014年4月2日 - 2017年3月22日）ラジオ大阪ネット開始前の関西地区は2014年9月24日までABCラジオ『慶元まさ美のおはようパートナー』内で5:53頃に放送していた[29]）なお、このコーナーは事前収録となっており、生島が諸事情で休む場合でもこのコーナーには出演していた。
    - 「だいにち堂 presents ご長寿スマイルレター」（2016年3月30日 - ） リスナーの祖父・祖母や近所に住む高齢者の元気なエピソードを中心に、リスナー自身からもエピソードとリクエスト曲を募集し、その一部を紹介した。
    - 「カーブス presents 教えてドクター!病気が逃げてく健康習慣」
    - 「セブンイレブン presents カラダへの想い この手から」（2019年4月3日 - ）
    - 「生島ヒロシの美味しい時間」（ハナマルキ提供）（2020年5月6日 - ）
    - 「花王リリーフ presents 生島ヒロシのアクティブタイム」（2020年12月2日 - ）
    - 「ホクト presents きのこで菌活!健康 GoGo!!～免疫力アップのカギは“きのこ”～｣（2021年3月31日 - 2024年2月）

  - 木曜日
    - 生活情報
    - 証券知識普及プロジェクト Presents イチからはじめる資産運用（2011年9月1日 - 11月24日。関西地区はMBSラジオ制作による企画ネット番組「コンちゃんのイチからはじめる資産運用」として日曜 6:00 - 6:10に放送） - リスナーから寄せられた資産運用に関する質問に、ファイナンシャルプランナー大竹のり子が答えていた。アシスタントは田代沙織。
    - au ありがとうのメッセージ（2012年4月5日 - 6月29日） - リスナーから、家族や親しい友達、恩師などに対しての感謝のメッセージを、毎月テーマを決めて募集し、そのメッセージを生島が朗読した。
    - P&G無添加さらさ えがお日和（2011年10月7日 - 10月28日・2012年1月6日 - 9月28日の期間は金曜に放送し、2012年10月4日から木曜に移動、12月27日に終了） - 気象予報士と共に全国の天気と洗濯指数、天気についての豆知識、また洗濯をする時の裏技を紹介した。
    - いすゞ　ぐっ!トラック（2013年4月4日 - 2014年6月26日、関西地区ではABC『慶元まさ美のおはようパートナー』内で企画ネットコーナーとして5:53頃に放送）
    - 再春館製薬所 健康一直線（ - 2012年9月は火曜6時台、2012年10月 - 2014年6月は水曜5時台、2014年7月から木曜6時台 - 2025年1月23日） - 健康にまつわる様々な最新情報を専門家へのインタビューを通して検証した。かつては「おはよう定食」内で放送していた「健康広場」も再春館製薬所提供していた。

  - 金曜日
    - クイズ一直線 極初期のころ。前番組の「スピードクイズ」や、過去にテレビ朝日で生島が司会をした「クイズタイムショック」の方式にほぼ習った1問1答形式のもの。正解数に応じ賞金が与えられ、その賞金を倍額に出来る「松竹梅チャンス」というものがあった。
    - 甘栗むいちゃいました 今週末はどこ行こう（2014年10月3日 - 11月28日）
    - 「出かけよう!瞳輝く体験求めて!」
    - 「AIG損保 presents 知って良かった!明日への備え」
    - 「ダノンデンシア presents 毎日骨活講座」
    - 「明治チョコレート効果 presents 生島ヒロシの健康ライフ」（2019年8月2日 - 2024年9月27日） - ゲストへの事前収録のインタビューコーナー。ゲストは概ね2回、ゲストによっては3回の場合もあった。
- いすゞ自動車プレゼンツ 檀れい 今日の1ページ（2014年7月1日 - 2024年3月29日）
  - 当番組フルネット前のラジオ大阪は2014年9月26日まで『中西ふみ子のきょうも元気に』内で6:23頃に放送した
  - 生島から檀への呼び掛けを合図にスタートすることが多かった（生島の休演日はパーソナリティ代理者は壇に呼び掛けずにコーナータイトルだけ読むことが多かった）。提供クレジットには生島の読み上げによる収録音源、読み上げ中のBGMには「いすゞのトラック」からイントロ音源が使われていた。
- エンディング
  - 番組開始当初と、日本国内で新型コロナウイルスへの感染が広がり始めた2020年から2023年春頃まで気象予報士がスタジオとは別のブースから天気予報をお知らせしていた。
  - 生島が橋本と河合と舞台の仕事で共演した頃から2023年夏頃まで不定期で「A.B.C-Zの橋本良亮です。河合郁人です。生島ヒロシのおはよう一直線」と音楽によるジングルがエンディング前に流れた。2021年3月までは毎週月曜のエンディングに流れた。2023年4月以降は他の時間でも流れていた。
  - 田代が毎月最終週以外の火曜日へ出演した時期には、田代も出演日にエンディングに同席していた。
  - 著名人が残した一言を紹介（田中角栄、瀬戸内寂聴、相田みつをの詩、江原啓之の著書などから紹介してきた。）
  - 生島の出演時には「Have a Niceday and goodluck!」（月 - 木曜日）や「Have a Nice Weekend and goodluck!」（金曜日）というコールで生放送を終了した。当日出演の気象予報士も一緒にコールすることが多いかった。ただし、「and goodluck!」（または「thank you and goodluck!」）のパートは生島だけで叫んだ。生島の休暇中の際の代理パーソナリティが1人で上記のコールを代わりに担う場合もあった。ただし、放送終了までの時間がほとんど残っていない場合にはコールを割愛した。
    - 生島は、当番組内でも放送されていたマイケア（健康補助食品の通信販売）のCMでも、「Have a Niceday and good…」というフレーズを用いていた（紹介する商品に応じて「…」内の表現をアレンジ）。
- スペシャルウイークのみ
  - 合言葉でゲット!宝くじプレゼント（ただし2010年4月のスペシャルウィークでは実施せず）
  - 最高6万円GET!生島ヒロシのサイコロ一直線!
    - 毎日1名に現金（1万円 - 6万円）をプレゼント。生島がサイコロを振って出た目の数で金額が決定。スタート当初は応募したリスナーに電話をして正解の合言葉が言えればサイコロを振っていたが、その後応募のメールで正解の合言葉を載せてるリスナーに電話をしてすぐにサイコロを振るシステムに変更した。
- 全日OP後の占いコーナー（前番組の「朝一番 今日の運勢」（監修：井上象英）の流れをくむ。）
  - おはよう夢占い（監修：リオン陽姿子ほか）
    - 12星座占い。ちなみに前番組の井上監修の運勢コーナーは、12の干支を使った観象学占いであった。

  - 星ひとみ おはよう天星術占い
    - 誕生月占い。「おはようハッピー占い」でもこのフォーマットを使っていた。

## BGM
- 5時55分のローカル枠に、TBSラジオから裏送りで流れていたフィラーBGMは、パーシー・フェイス「Once Upon A Time」で、前番組『榎さんのおはようさん〜!』では、6時1分ごろに使われていた（ラジオ福島などはこのBGMに乗せて各地の情報を放送、青森放送などはBGMのみ流れる）。後番組『Brand-New Morning』でもこのBGMが引き継がれている。
- CM中にTBSラジオから裏送りで流れるフィラーBGMには、T-SQUAREの「ROMANTIC CITY」（1991年のアルバム『NEW-S』に収録）を使用している。TBCやMBCではローカルCM枠でACジャパンや番宣CMの代わりに流している（主に6時台）。
- ラジオ福島では5時59分と終了直後の6時29分に1分間のフィラーBGMを独自で流していた（放送されていない土曜日・日曜日でも流しており、土曜日は『土曜朝6時 木梨の会。』内の6時29分に、日曜日は平日と同じ5時59分・6時29分に加え6時59分にも流れた）。

### 過去に使用されたBGM
- 2007年3月までは、6時の時報後に改めて5時30分のオープニング曲を流していた。同年4月以降は異なるBGMが使われていたが番組末期には時報後そのまま「ニュースヘッドライン」へ入った。
- 6時23分ごろにあったBGMは、服部克久「恋人達の散歩道（Lovers Walk）」（1991年のアルバム『音楽畑8 La Strada』に収録）だった。
- 6時25分ごろにあったローカル枠のBGMは、リッピントンズ・フィーチャリング・ラス・フリーマン「アスペン（ASPEN）」（1991年のアルバム『カーヴス・アヘッド（CURVES AHEAD）』に収録）。このBGMは関東ローカルで5時57分ごろと「おはよう定食」で5時25分ごろに放送した「TBSラジオ交通情報」でも使用した。なお、TBSラジオではワイドFMとradiko向けの配信をステレオ放送で行っているため、前述の関東ローカルではBGMがそのままステレオ音声で流れたが、6時25分のローカル枠ではモノラル音声となっていた。
- かつてスペシャルウィークの告知の際には、服部克久「コスタリカ・ハイウエイ（Costa Rica Highway）」（「恋人達の散歩道」と同じ『音楽畑8 La Strada』に収録）が使われることがあった。
- かつて「おはよう夢占い」と「週末のラッキーカラー」では同じBGMを使用していた。
- 「Family Mart おとなコンビニ研究所」冒頭のBGMは、ゴンザレス三上（ゴンチチ）の「マルシェの白い熊」だった。

## ネット局
KZOOのみ1時間遅れ、他は同時生放送。

### 番組終了時点
| 放送対象地域                | 放送局名                      | 放送期間        | 備考             |
| --------------------------- | ----------------------------- | --------------- | ---------------- |
| 関東広域圏                  | TBSラジオ（TBS）              | 1998年4月6日 -  | 制作局 JRN基幹局 |
| 北海道                      | 北海道放送（HBC）             | 1998年4月6日 -  |                  |
| 青森県                      | 青森放送（RAB）               | 1998年4月6日 -  |                  |
| 岩手県                      | IBC岩手放送（IBC）            | 1998年4月6日 -  |                  |
| 宮城県                      | 東北放送（TBC）               | 1998年4月6日 -  |                  |
| 秋田県                      | 秋田放送（ABS）               | 1998年4月6日 -  |                  |
| 山形県                      | 山形放送（YBC）               | 1998年4月6日 -  |                  |
| 福島県                      | ラジオ福島（rfc）             | 1998年4月6日 -  |                  |
| 山梨県                      | 山梨放送（YBS）               | 1998年4月6日 -  |                  |
| 長野県                      | 信越放送（SBC）               | 1998年4月6日 -  |                  |
| 新潟県                      | 新潟放送（BSN）               | 1998年4月6日 -  |                  |
| 静岡県                      | 静岡放送（SBS）               | 1998年4月6日 -  |                  |
| 富山県                      | 北日本放送（KNB）             | 1998年4月6日 -  |                  |
| 石川県                      | 北陸放送（MRO）               | 1998年4月6日 -  |                  |
| 福井県                      | 福井放送（FBC）               | 1998年4月6日 -  |                  |
| 中京広域圏                  | CBCラジオ                     | 1998年4月6日 -  | JRN単独加盟      |
| 広島県                      | 中国放送（RCC）               | 1998年4月6日 -  |                  |
| 山口県                      | 山口放送（KRY）               | 1998年4月6日 -  |                  |
| 島根県・鳥取県              | 山陰放送（BSS）               | 1998年4月6日 -  |                  |
| 岡山県                      | 山陽放送（RSK）               | 1998年4月6日 -  |                  |
| 愛媛県                      | 南海放送（RNB）               | 1998年4月6日 -  |                  |
| 高知県                      | 高知放送（RKC）               | 1998年4月6日 -  |                  |
| 徳島県                      | 四国放送（JRT）               | 1998年4月6日 -  |                  |
| 福岡県                      | RKB毎日放送（RKB）            | 1998年4月6日 -  | JRN単独加盟      |
| 長崎県・佐賀県              | 長崎放送（NBC） NBCラジオ佐賀 | 1998年4月6日 -  |                  |
| 大分県                      | 大分放送（OBS）               | 1998年4月6日 -  |                  |
| 熊本県                      | 熊本放送（RKK）               | 1998年4月6日 -  |                  |
| 宮崎県                      | 宮崎放送（MRT）               | 1998年4月6日 -  |                  |
| 鹿児島県                    | 南日本放送（MBC）             | 1998年4月6日 -  |                  |
| 沖縄県                      | 琉球放送（RBC）               | 1998年4月6日 -  | JRN単独加盟      |
| ハワイ州 （アメリカ合衆国） | KZOO                          | 1998年4月6日 -  |                  |
| 香川県                      | 西日本放送（RNC）             | 2005年4月4日 -  |                  |
| 和歌山県                    | 和歌山放送（wbs）             | 2011年4月4日 -  |                  |
| 関西広域圏                  | ラジオ大阪（OBC）             | 2014年9月29日 - | NRN単独加盟      |

### 過去
| 放送対象地域                    | 放送局名        | 放送期間                     | 備考 |
| ------------------------------- | --------------- | ---------------------------- | --- |
| 関西広域圏                      | 毎日放送（MBS） | 1998年4月6日 - 2001年3月30日 | 2001年4月期の改編より自社制作番組「あさいちラジオ」を放送するため、当番組のネットを終了した。 ただし、ユニ・チャーム・DHCのCMは放送したため、ラジオ大阪での放送開始までは、一部の例外を除き、事実上企画ネット番組とほぼ同じだった。（ユニ・チャームは5時台、DHCは6時台）。 生島が2014年8月21日の『赤江珠緒 たまむすび』に出演した際、「10月から大阪でもネットされる」 と発言し、9月16日にラジオ大阪で29日から放送開始することを発表した。 |
| ロサンゼルス （アメリカ合衆国） | TJS             | 1998年4月6日 - 2012年3月30日 | |

### ローカル枠の放送状況
ローカル枠2の多くの局では、TBSと同じBGMをそのまま放送していた（一部のネット局を除く）。「檀れい 今日の1ページ」開始にともない、2014年6月末で廃止されている。
| 放送地区   | ローカル枠1（5:55）                                                            | ローカル枠2（6:26）【現在廃止】     |
| ---------- | ------------------------------------------------------------------------------ | ----------------------------------- |
| 関東       | TBSニュース 5:57はTBSラジオ交通情報                                            | TBSラジオ交通情報                   |
| 北海道     | 道新ニュース・交通情報・天気予報                                               | 天気予報                            |
| 青森       | TBS裏送りのフィラーBGM                                                         |                                     |
| 岩手       | IBCラジオ番宣CM                                                                | フィラー音楽                        |
| 宮城       | TBCニュース・天気                                                              | 天気予報                            |
| 秋田       | 健康情報救急箱                                                                 |                                     |
| 山形       | YBCからのお知らせ                                                              | 天気予報                            |
| 福島       | 天気予報                                                                       |                                     |
| 新潟       | BSNラジオウィークリーチューン                                                  |                                     |
| 富山       | 「KNB 今週の1曲」→気象情報                                                     |                                     |
| 石川       | リクエスト曲                                                                   | CM                                  |
| 福井       | 「今日は何の日?」                                                              |                                     |
| 長野       | 今朝の一曲                                                                     |                                     |
| 山梨       | 山梨県内の今日の予定と話題 農事メモ                                            | 山梨県からのお知らせ                |
| 静岡       | 静岡新聞ニュース・天気                                                         | SBSラジオ WAKE UPインフォメーション |
| 中京       | 月曜・火曜・木曜・金曜：CBCスマホからのお知らせ 水曜：いっしょに歌お!CBCラジオ | CBC防災一口メモ                     |
| 関西       | 生島が出演するマイケア（通信販売）のCM → ラジオ大阪の番宣CM                    |                                     |
| 和歌山     | TBS裏送りのフィラーBGM                                                         |                                     |
| 広島       | Veryカープ!ハイライト                                                          | 天気予報                            |
| 山口       | KRYニュース・天気                                                              | 週間天気予報                        |
| 山陰       | BSSイベントインフォメーションとCM                                              | きょうの暦                          |
| 岡山       | 天気予報とアナウンサーのトーク                                                 |                                     |
| 香川       | 「今日は何の日?」                                                              |                                     |
| 愛媛       | TBS裏送りのフィラーBGM                                                         |                                     |
| 高知       | 「朝の話題」                                                                   |                                     |
| 徳島       | 「GOGOクルマガジン」                                                           | CM                                  |
| 福岡       | RKBラジオショッピング                                                          | RKBラジオ番宣（『おしゃべり本棚』） |
| 長崎・佐賀 | 交通情報                                                                       | NBCラジオ番宣                       |
| 大分       | CM                                                                             |                                     |
| 熊本       | みんなの童謡                                                                   | CM                                  |
| 宮崎       | 「MRTラジオパワープレイ 音楽魂」                                               |                                     |
| 鹿児島     | 「ジャンプアップミュージック」                                                 | MBCラジオ番宣                       |
| 沖縄       | RBCiラジオ朝のニュース                                                         | ACジャパンのCMを2本放送             |

## 生島ヒロシのサタデー・一直線
2012年10月6日から2019年3月30日まで、TBSラジオのみで毎週土曜 5時5分 - 6時に放送した番組。土曜は「聞く週末情報雑誌」をコンセプトとしたもので、週末に楽しむ趣味・レジャーの話題や、日本を代表する経営者・キーマンにインタビューするコーナーがあった。録音放送のため、平日と違い気温の実況や天気予報・ニュースのコーナーは設けていなかった。歴代のパートナー・コーナー担当出演者は生島企画室（現在のFIRST AGENT）所属。
2019年3月2日の放送において、同月一杯での放送終了予定を発表し、同月30日をもって終了した。

### 歴代パートナー
- 2012年10月 - 2014年8月2日：橋浦多美（ファイナンシャルプランナー）
- 2014年10月4日 - 2018年3月・7月：寺田理恵子（フリーアナウンサー）
- 2018年8月：佐分千恵（フリーアナウンサー）
- 2018年4月 - 6月・9月 - 2019年3月：内藤裕子（フリーアナウンサー）

### タイムテーブル
- 5:05 - オープニング
- 5:13頃 - サタイチ健康情報
  - 「おはよう一直線」で放送した健康情報のおさらい、または紹介しきれなかった健康情報を紹介した。
- 5:23頃 - サタイチスペシャル対談（不定期）
  - ゲストをスタジオに招いてのトークコーナー。
- 5:23頃 - わくわくサタイチナビ（不定期）
  - 週末楽しめる趣味やレジャー情報を伝えた。
- 5:45頃 - 内藤裕子のカレー一直線
- 5:57頃 - エンディング
- コーナーの合間に曲をフルコーラスで流していた。
- 過去のコーナー
  - 健康広場（「おはよう定食」と合わせて週6日の放送をしていた）
  - ピックアップサタイチ

最近街で話題のキーワードをひとつ取り上げ、その流行はいったいなぜ人気があるのかを、フリーアナウンサーの田代沙織・澤田南が調査し、レポートした。
  - サタイチトップの流儀

ものづくり大国日本をリードする企業経営者や世界で活躍する日本人へのインタビュー。